# Petrognano
Petrognano-Semifonte is een plaats (frazione) in de Italiaanse gemeente Barberino Val d'Elsa.